# Catocala rutha
Catocala rutha là một loài bướm đêm trong họ Erebidae.